# KV Bonheiden

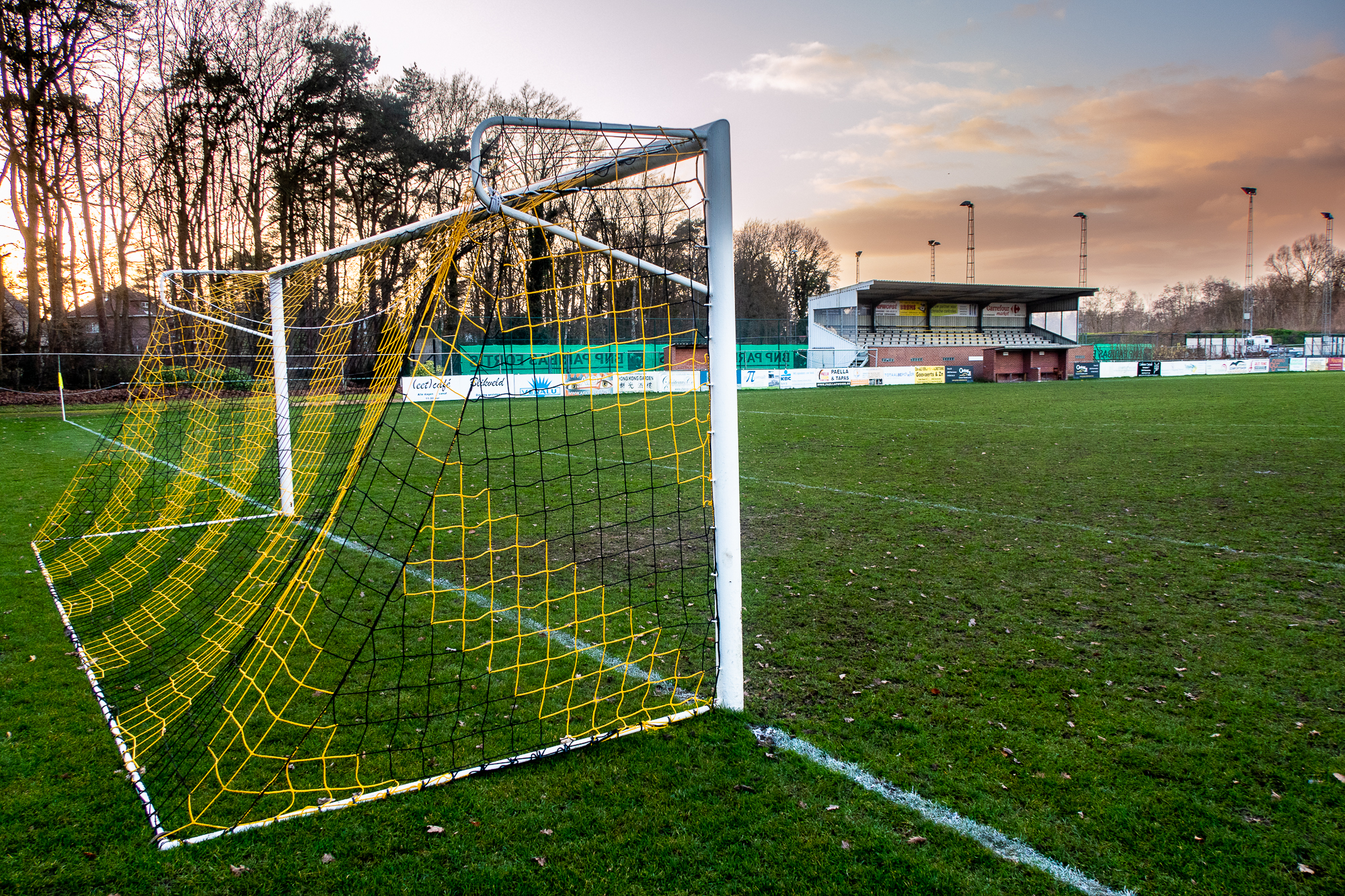
Het A-terrein van KV Bonheiden.

KV Bonheiden is een Belgische voetbalclub uit Bonheiden. De club is aangesloten bij de KBVB met stamnummer 3750 en heeft geel en zwart als clubkleuren.

## Geschiedenis
De club ontstond rond 1928 als FC Sint-Anna Bonheyden. Tijdens de Tweede Wereldoorlog, sloot de club zich uiteindelijk als FC Bonheiden aan bij de Belgische Voetbalbond, en kreeg er stamnummer 3750. In 1974 werd de naam KV Bonheiden. Bonheiden bleef er spelen in de provinciale reeksen.